# Krilatica Europske unije
Službena krilatica Europske unije je „Ujedinjena u raznolikosti” ili „Ujedinjeni u raznolikosti” (izvorna inačica na latinskom jeziku: In varietate concordia). Zajedno sa zastavom i himnom, jedna je od simbola Europske unije. Ova je krilatica jedini simbol koji nije izabran odlukom Vijeća Europe, već spontanim procesom izbora u mnoštvu prijedloga koji su dospjeli na internetsku stranicu "www.devise-europe.org". Prijedloge su 2000. godine poslali studenti s cijelog prostora Europske unije, a konačni izbor prihvatila je predsjednica Europskog parlamenta Nicole Fontaine.
Ova je krilatica upisana i u Europski Ustav i koristi se na službenim stranicama Europske unije.

## Prijevodi

### Službeni jezici Europske unije
- bugarski – Единни в многообразието (Edinni v mnogoobrazieto)
- češki – Jednotnost v různorodosti
- danski – Forenet i mangfoldighed
- engleski – Unity in diversity
- estonski – Ühtsus erinevuses
- finski – Moninaisuudessaan yhtenäinen
- francuski – Unité dans la diversité
- grčki – Ενότητα στην πολυµορφία (Enotita stin polimorphia)
- hrvatski – Ujedinjeni u raznolikosti
- irski – Aontaithe san éagsúlacht
- latvijski – Vienotība dažhādībā
- litvanski – Vienybė įvairialypiškume
- mađarski –  Egység a sokféleségben
- malteški – Maghqudin fid-diversità
- nizozemski – In verscheidenheid verenigd
- njemački – In Vielfalt geeint
- poljski – Jedność w różności
- portugalski – Unidade na diversidade
- rumunjski – Unitate în diversitate
- slovački – Jednota v rozdielnosti
- slovenski – Združeni v raznolikosti
- španjolski – Unida en la diversidad
- švedski – Förenat i mångfalden
- talijanski – Unita nella diversità

### Ostali jezici država članica Europske unije
- baskijski – Aniztasunean bat eginik
- bretonski – Unanet el liested
- furlanski – Unitât te diviersitât
- galicijski – Unidade na diversidade
- katalonski – Units en la diversitat
- korzički – Uniti in a diversità
- latinski – In varietate concordia
- ligurski – Ûnitæ inta diverscitæ
- limburški – Einheid in väölderheid
- lombardski – Unità in de la diversità
- luksemburški – Eenheet an der Verschiddenheet
- napuljski – Auniti 'nda differenza
- pijemontski – Unità ant la diferensa
- sardinski – Unius in s dissimbillàntzia
- sasarski – Uniddi in la dibessiddai
- sicilijanski – Junciuti ntâ diffirenza
- škotski – Ae mynd, monie kynd
- škotski gaelski – Aonachd ann an eugsamhlachd
- Šleski – Skuplowańi we roztůmajtośći
- velški – Yng glym mewn gwahaniaeth
- venecijanski – Unità in te łe diferense
- zapadnofrizijski – Ienheid yn ferskaat

### Međunarodni jezici
- esperanto – Unuiĝinte en diverseco

### Službeni jezici zemalja kandidata za ulazak u Europsku uniju
- islandski – Eining í fjölbreytni
- makedonski –  Единство во различноста (Edinstvo vo različnosta)
- srpski – Уједињени у различитости
- turski – Çoklukta birlik

## Zanimljivosti
Krilatica Europske unije je istovjetna krilatici koju je Južnoafrička Republika prihvatila kao službenu 27. travnja 2000.:
!ke e: /xarra //ke, na izumrlom jeziku /Xam, jednim od kojsanskih jezika. Bhinneka Tunggal Ika, koja može biti prevedena kao „Jedinstvo u raznolikosti”, je također i službena krilatica Indonezije. Europska krilatica je vrlo slična i krilatici E pluribus unum (hrvatski: „Od mnoštva, jedan”), što je jedna od dviju službenih krilatica Sjedinjenih Američkih Država.